# Jeziorko (jezioro w powiecie sulęcińskim)
Jeziorko – niewielkie jezioro w Polsce, położone w województwie lubuskim, w powiecie sulęcińskim, w gminie Torzym, w otulinie Puszczy Rzepińskiej.

## Charakterystyka
Jezioro znajduje się na obszarze chronionego krajobrazu „Puszcza nad Pliszką” oraz w granicach obszaru specjalnej ochrony siedlisk Natura 2000 „Rynna Jezior Torzymskich” PLH080073. Jezioro otoczone jest przez użytek ekologiczny Dzikowiska. W pobliżu znajdują się jezioro Wilcze i Karsienko.

## Hydronimia
Jezioro pojawia się w źródłach w 1835 jako Seechen, a następnie Jeziorko (1951), J. Dzikie (1975), Jezioro Dzikie (2006). Państwowy rejestr nazw geograficznych jako nazwę urzędową akwenu podaje Jeziorko, wymieniając nazwę oboczną Jezioro Dzikie.

## Morfometria
Według danych Instytutu Rybactwa Śródlądowego powierzchnia zwierciadła wody jeziora wynosi 4,0 ha, A. Choiński, poprzez planimetrowanie na mapach 1:50 000, określił wielkość jeziora na 5 ha. Głębokość maksymalna to 1,7 m. Lustro wody znajduje się na wysokości 84,8 m n.p.m.
Według Mapy Podziału Hydrograficznego Polski leży na terenie zlewni czwartego poziomu Zlewnia bezodpływowych jez.: Karasienko i Wilczego. Identyfikator MPHP to 17810.

## Zagospodarowanie
Gospodarkę rybacką na jeziorze prowadzi Polski Związek Wędkarski Okręg w Zielonej Górze.